# Zamarada translucida
Zamarada translucida là một loài bướm đêm trong họ Geometridae.